# Salvatore Fusco
Salvatore Fusco (Napoli, 1º marzo 1841 – Napoli, 21 agosto 1906) è stato un avvocato e politico italiano senatore del Regno d'Italia dalla XVI legislatura e sindaco di Napoli tra il 1892 e il 1893.
Commissionò a Emmanuele Rocco un imponente palazzo come propria residenza nell'attuale via Filangieri a Napoli, oltre che una villa in stile eclettico a Pollena Trocchia.
Nella Galleria dei Busti di Castel Capuano è commemorato con un ritratto marmoreo a mezzo busto di Francesco Jerace.